# 법동 (대전)
법동(法洞)은 대한민국 대전광역시 대덕구의 법정동이다.

## 연혁
1789년 정조 13년에 편찬된 《호구총수》에 의하면 지금의 법동은 회덕현 현내면 법천리(法泉里)로 기록되어 있었음을 볼 때 조선중기에 이미 법천리(법동의 옛 이름)라는 행정구역과 지명이 존재하였음을 알 수 있다. 1895년 고종 32년 갑오개혁으로 인한 행정구역의 개편으로 태종이래 실시되었던 8도제가 폐지되고, 전국에 23부제를 실시하면서 종래의 부·목·군·현 등의 지방행정 단위를 모두 폐합하여 336개 군을 신설하고 이를 23개의 부에 속하게 하였다. 이로써 회덕현은 공주부에 속하는 27개 군의 하나인 회덕군으로 개편되었고, 이에 법동도 회덕군 내남면 법천리가 되었다. 이 당시 회덕의 구역은 기존의 회덕 7개 면(현내면, 동면, 외남면, 내남면, 서면, 근북면, 일도면)에 공주군의 5개 면(천내면, 유등면, 탄동면, 구즉면, 산내면)과 청원군 주안면이 편입되어 이전보다 크게 행정구역이 확대되었다.
1914년 일제의 행정구역 개편으로 회덕군과 진잠군이 통합되어 대전군으로 되면서 법동은 법동 일부가 떨어져 나와 대전군 내남면 법동리로 되었다. 1931년에는 대전군 대전면이 읍으로 승격하여 대전군 1읍 11개 면으로 되었고, 1935년에 대전읍이 대전부로 승격됨에 따라 대전부와 대덕군으로 분리되었는데 이 때 법동은 대덕군 내남면 법동리가 되었다.
1983년에는 대전시 영역확장에 따라 법동은 대전시 동구에 소속되었다가, 1989년 1월 1일 대전시가 직할시로 승격됨에 따라 대덕군의 폐지와 동시에 대덕구가 설치되면서 법동은 대덕구에 속하게 되었다. 현재의 행정동은 법1동과 법2동으로 구분되며 법정동으로는 법동이다.
- 1991년 9월 1일 법동사무소 설치
- 1996년 1월 1일 법동에서 법 1.2동으로 분동

## 교육
- 대전법동초등학교
- 대전중리초등학교
- 대전양지초등학교
- 대전법동중학교

## 기관
- 대전지방국세청
- 대전대덕소방서
- 대전대덕경찰서

## 아파트
| 단지명         | 건설사          | 시행사          | 주소                    | 입주        | 비고 |
| -------------- | --------------- | --------------- | ----------------------- | ----------- | ---- |
| 선비마을 1단지 | ㈜대원 경남기업 | ㈜대원 경남기업 | 대덕구 계족로690번길 21 | 1999년 11월 |      |

## 문화재

### 지정문화재
- 대전광역시 유형문화재 제2호 쌍청당
- 대전광역시 유형문화재 제8호 송애당

### 비지정문화재
법동 고려 건물지 유적
대전광역시 대덕구 법동 선비마을1단지아파트 및 한마음아파트와 인접하여 북동쪽에 위치하며 우측에는 경부고속도로가 지나고 있다. 1995~1996년 3차례에 걸쳐 발굴조사돼 고려시대 건물지 7동, 배수로 시설 1기, 우물 1기, 수혈유구 1기, 고려와 조선시대에 걸친 담장시설 2기가 확인되었다.
조사 이후 유적 일부가 주거용지로 편입되어 선비마을1단지아파트와 주변도로가 개설되어 파괴되었고, 나머지 지역은 경작지로 이용되고 있다.
남양홍씨집터
대전광역시 대덕구 법동 441-2 일대 위치. 조선 중기 손우당 홍석이 왕세자의 시위를 맡은 공로로 현 위치 집터를 하사받았다고 전해진다. 1천평 99칸 규모로 저택이 존재하였었는데, 전통 한옥 담장 모습을 보이는 집터 담장은 일반적인 전통 담장 높이가 1ｍ50㎝ 안팎인데 비해 이 집터 담장은 기와를 포함해 2ｍ20㎝나 된다.
1988년 강제수용되어 저택이 사라지고 그 자리에는 영구임대아파트 한마음아파트가 건설되었으며, 한마음아파트는 1992년 입주를 시작했다.
이에 180ｍ 길이의 담장만 남아 집터의 흔적을 보여주고 있다가 점점 허물어져 10여ｍ만이 제 모습을 유지하였고, 2020년경 잔존 담장도 거의 무너지자 2021년 10월 27일 대덕구에서 담장 복원 작업을 시작하였다.